# Округ Харди (Западна Вирџинија)
Харди (енгл. Hardy County) је округ у америчкој савезној држави Западна Вирџинија.

## Демографија
По попису из 2010. године број становника је 14.025, што је 1.356 (10,7%) становника више него 2000. године.
| Група             | 2000.          | 2010.          |
| Белци             | 12.225 (96,5%) | 12.936 (92,2%) |
| Афроамериканци    | 244 (1,9%)     | 354 (2,5%)     |
| Азијати           | 18 (0,1%)      | 142 (1,0%)     |
| Хиспаноамериканци | 84 (0,7%)      | 478 (3,4%)     |
| Укупно            | 12.669         | 14.025         |